# Karl Neubauer (Politiker)
Karl Josef Neubauer (* 18. November 1920 in Pernersdorf; † 25. Mai 1985 in Pfaffendorf) war ein österreichischer Politiker (ÖVP) und Weinbauer. Neubauer war von 1954 bis 1959 Abgeordneter zum Landtag von Niederösterreich.

## Leben und Wirken
Karl Neubauer wurde am 18. November 1920 als Sohn von Klemens Neubauer (* 24. Oktober 1885 in Kleinhöflein bei Retz) und dessen Ehefrau Franziska (geborene Poller; * 30. März 1892 in Pernersdorf) in Pernersdorf geboren und am 21. November 1920 auf den Namen Karl Josef getauft. Seine Eltern hatten am 26. Jänner 1920 in Pfaffendorf geheiratet. Am 23. Juni 1929 wurde er in Laa an der Thaya gefirmt. Am 17. Oktober 1948 heiratete er in Haugsdorf eine Maria Theresia Sollner. Nach der Scheidung von Maria Theresia fand am 26. November 1959 in Wien-Alsergrund eine standesamtliche Trauung mit einer Hedwig Freitag statt.
Karl Neubauer besuchte die Volks- und Hauptschule und absolvierte danach die landwirtschaftliche Fachschule in Retz. Neubauer war beruflich als Weinhauer in Pernersdorf aktiv, wobei ihm der Berufstitel Ökonomierat verliehen wurde. Ab 1940 diente Neubauer im Zweiten Weltkrieg, wobei er in Kriegsgefangenschaft geriet, aus der er erst 1947 zurückkehrte. Nach dem Zweiten Weltkrieg war Neubauer ab 1949 Bezirksparteiobmann, zudem hatte er mehrere Funktionen in landwirtschaftlichen Genossenschaften inne. Neubauer vertrat die ÖVP zwischen dem 10. November 1954 und dem 4. Juni 1959 im Niederösterreichischen Landtag.